# Pabbay
Pabbay (em gaélico escocês: Pabaigh) é uma ilha desabitada, localizada nas Hébridas Exteriores, na Escócia. A ilha encontra-se localizada no canal de Harris, entre Harris e North Uist. O nome da ilha procede do antigo nórdico: papa øy, que significa "ilha da cura".
A ilha era muito fértil, abrigando uma população dedicada à exportação de trigo e whisky ilegal. A ilha foi adquirida para o pastoreio em 1846.